# Velika Dolina
Velika Dolina [vélika dólina] je naselje v Občini Brežice.

## Prebivalstvo
Etnična sestava 1991:
- Slovenci: 149 (94,4 %)
- Hrvati: 4 (2,5 %)
- Madžari: 1
- Neznano: 4 (2,5 %), mdr. Romi?